# Sven Davidson

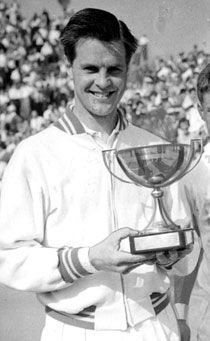
Sven Davidson.

Sven Viktor Davidson (13 de julio de 1928 - 28 de mayo de 2008) fue un jugador de tenis sueco. Se convirtió en el primer sueco en ganar un torneo de Grand Slam en el año 1957 y fue el mejor tenista sueco previo a la Era Open, cuando su figura fue opacada por la aparición de legendarios tenistas suecos como Björn Borg, Stefan Edberg o Mats Wilander.

## Torneos de Grand Slam

### Campeón Individuales (1)
| Año  | Torneo             | Oponente en la final | Resultado   |
| 1957 | Campeonato Francés | Herbert Flam         | 6-3 6-4 6-4 |

### Finalista Individuales (2)
| Año  | Torneo             | Oponente en la final | Resultado       |
| 1955 | Campeonato Francés | Tony Trabert         | 6-2 1-6 4-6 2-6 |
| 1956 | Campeonato Francés | Lew Hoad             | 4-6 6-8 3-6     |

### Campeón Dobles (1)
| Año  | Torneo    | Pareja      | Oponentes en la final      | Resultado   |
| 1958 | Wimbledon | Ulf Schmidt | Ashley Cooper Neale Fraser | 6-4 6-4 8-6 |